# Église Saint-Rémi de Parcy
L'église Saint-Rémi est une église située à Parcy-et-Tigny, en France.

## Localisation
L'église est située sur la commune de Parcy-et-Tigny, dans le département de l'Aisne.

## Historique
Le monument est classé au titre des monuments historiques en 1913.

### Galerie

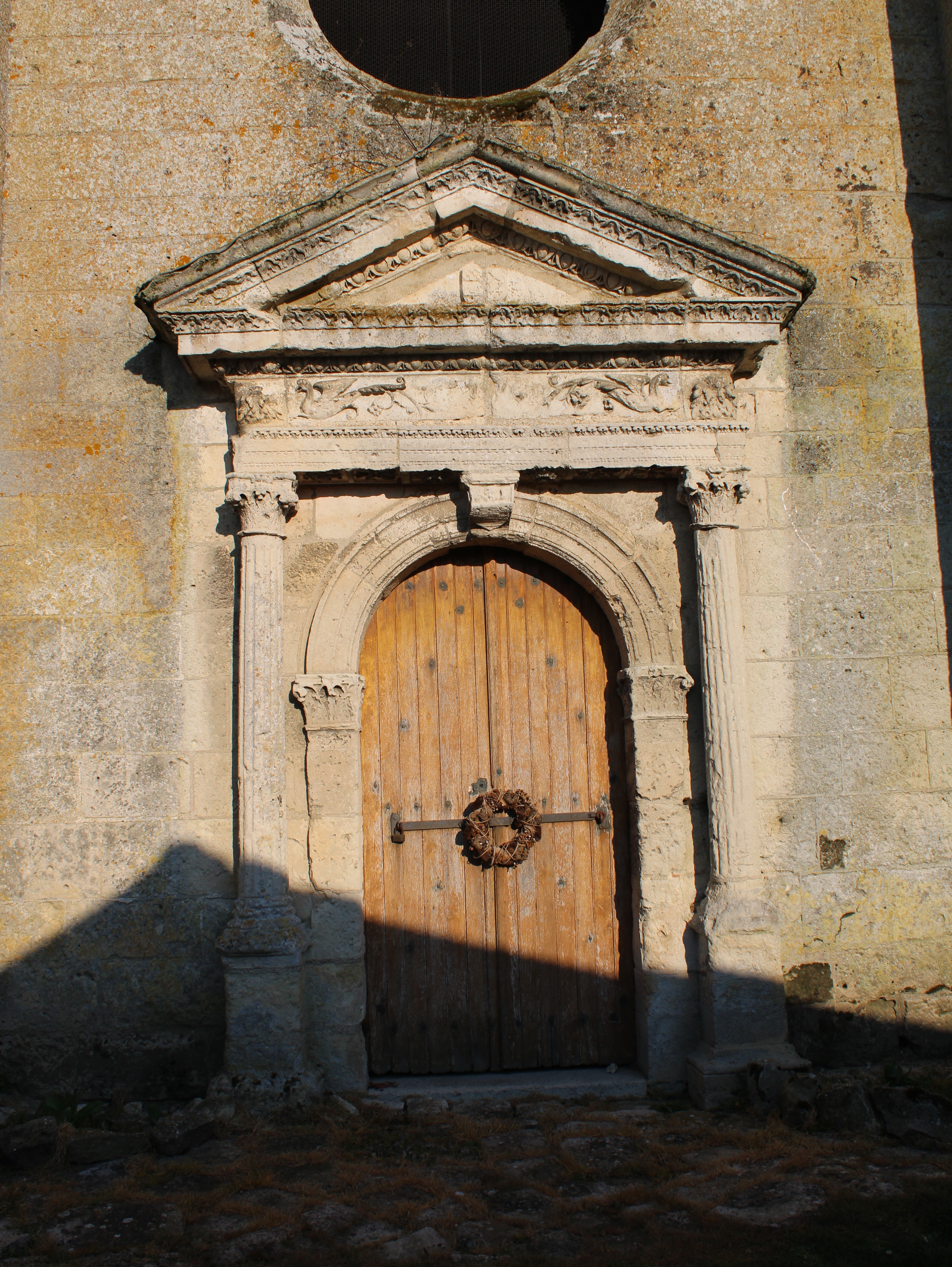
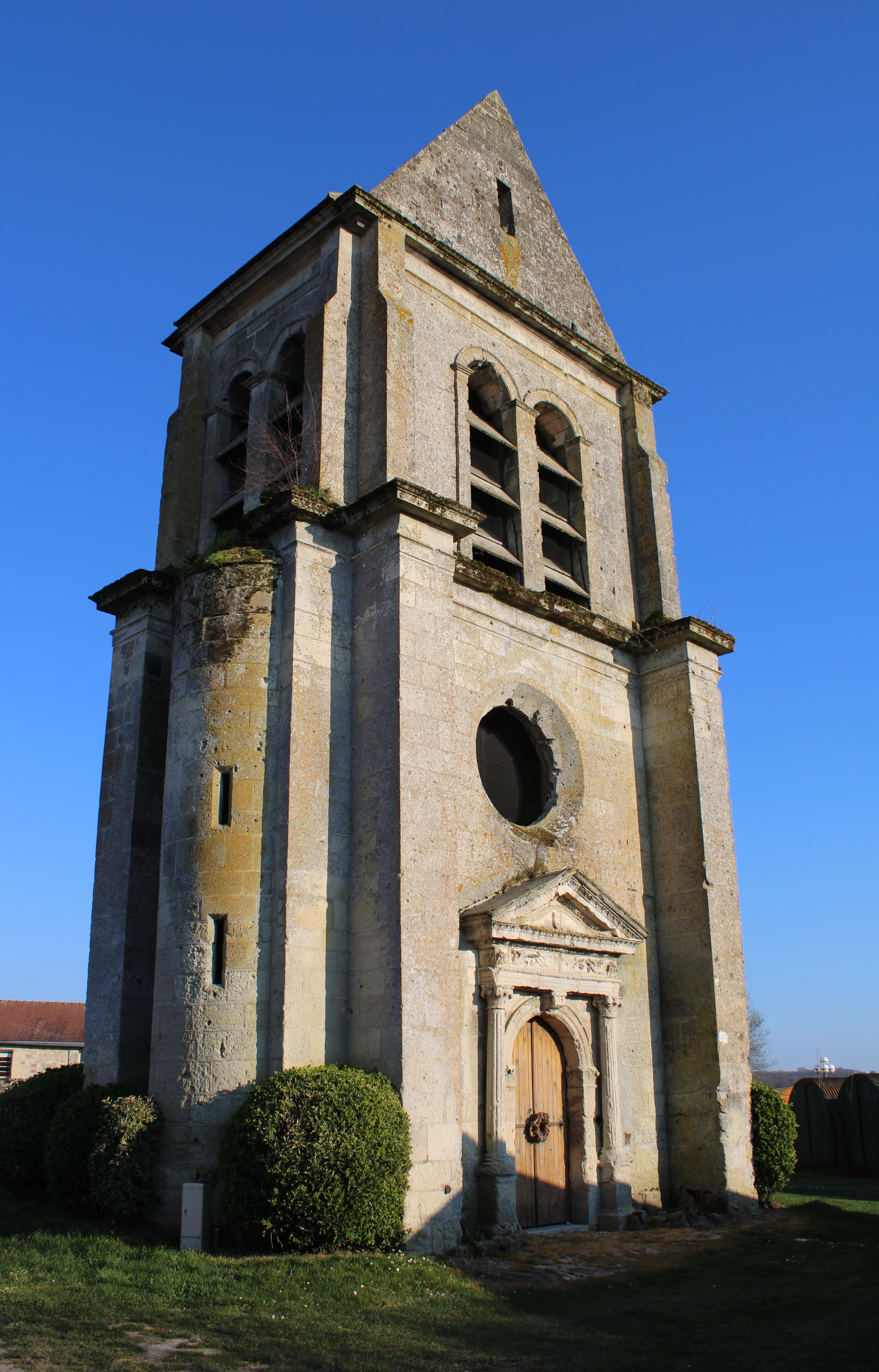
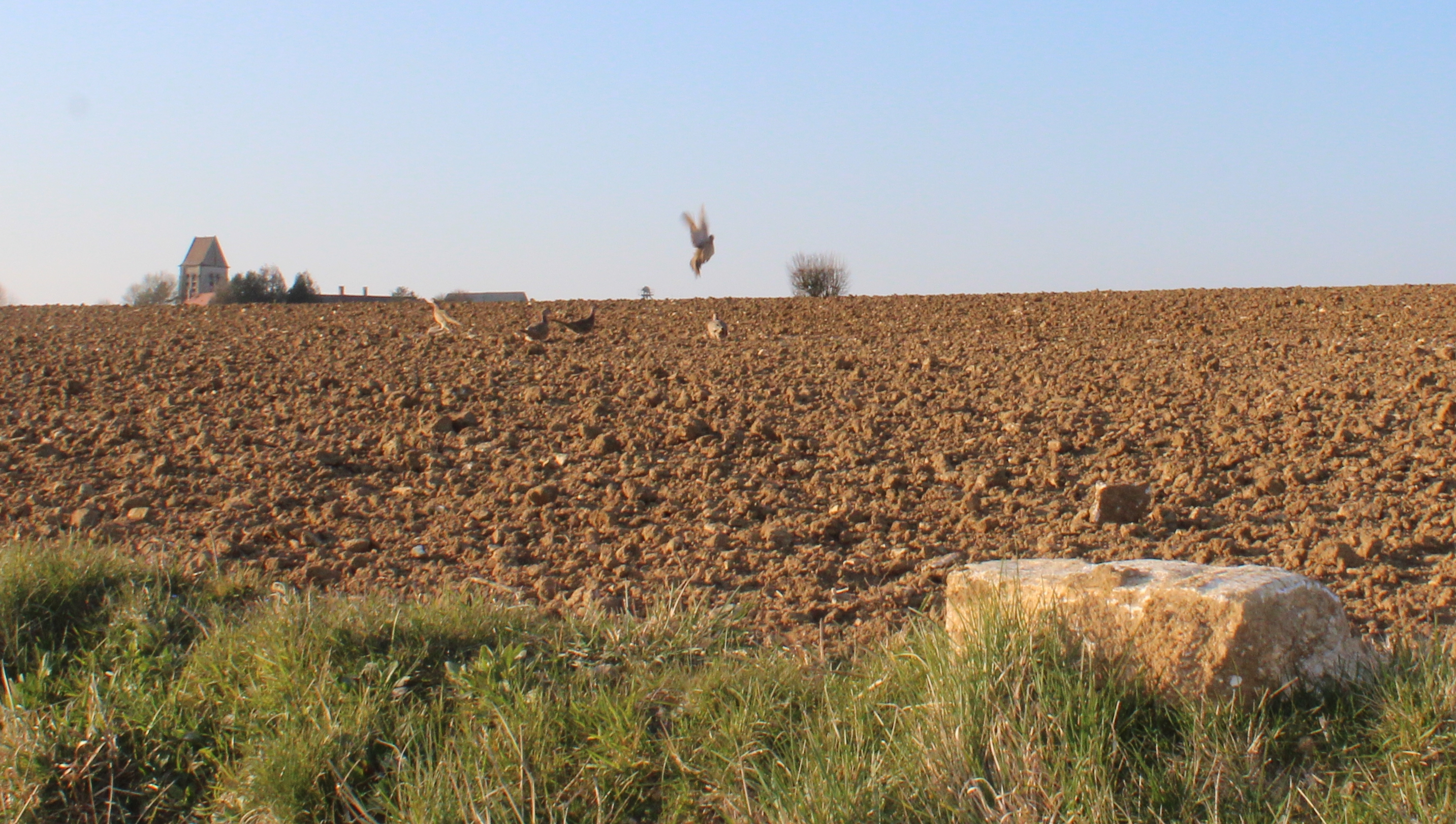